# Nepalomyia hui
Nepalomyia hui är en tvåvingeart som beskrevs av Yang och Wang 2006. Nepalomyia hui ingår i släktet Nepalomyia och familjen styltflugor. Inga underarter finns listade i Catalogue of Life.